# Ledra sternalis
Ledra sternalis är en insektsart som beskrevs av Jacobi 1944. Ledra sternalis ingår i släktet Ledra och familjen dvärgstritar. Inga underarter finns listade i Catalogue of Life.